# NBA75周年記念チーム
NBA75周年記念チーム (NBA 75th Anniversary Team, 略称; NBA 75) は、全米プロバスケットボール協会 (NBA) の創設75周年を記念して、2021年10月19日から21日にかけて発表されたリーグ史上最も偉大な76人の選手のリストである。

## 概要
76名のリストは、メディア関係者、現役及び引退選手、コーチ、ゼネラルマネージャー、チーム幹部の投票によって選出された（本来は75周年にちなんで75選手を選ぶ予定だったが、投票で2選手が同点となったため76名）。
1996年に発表されたNBA50周年記念オールタイムチームのメンバー50名は全員が選ばれている。現役選手は11名選ばれている。また、選出時点で14名が故人となっている。

## 選手一覧
(*)：殿堂入り
太字：現役選手（2021–22シーズン時点）
- カリーム・アブドゥル＝ジャバー*
- レイ・アレン*
- ヤニス・アデトクンボ
- カーメロ・アンソニー*
- ネイト・アーチボルド*
- ポール・アリジン*
- チャールズ・バークレー*
- リック・バリー*
- エルジン・ベイラー*
- デイブ・ビン*
- ラリー・バード*
- コービー・ブライアント*
- ウィルト・チェンバレン*
- ボブ・クージー*
- デイブ・コーウェンス*
- ビリー・カニンガム*
- ステフィン・カリー
- アンソニー・デイビス
- デイブ・ディバッシャー*
- クライド・ドレクスラー*
- ティム・ダンカン*
- ケビン・デュラント
- ジュリアス・アービング*
- パトリック・ユーイング*
- ウォルト・フレイジャー*
- ケビン・ガーネット*
- ジョージ・ガービン*
- ハル・グリア*
- ジェームズ・ハーデン
- ジョン・ハブリチェック*
- エルヴィン・ヘイズ*
- アレン・アイバーソン*
- レブロン・ジェームズ
- マジック・ジョンソン*
- サム・ジョーンズ*
- マイケル・ジョーダン*
- ジェイソン・キッド*
- カワイ・レナード
- デイミアン・リラード
- ジェリー・ルーカス*
- カール・マローン*
- モーゼス・マローン*
- ピート・マラビッチ*
- ボブ・マカドゥー*
- ケビン・マクヘイル*
- ジョージ・マイカン*
- レジー・ミラー*
- アール・モンロー*
- スティーブ・ナッシュ*
- ダーク・ノヴィツキー*
- アキーム・オラジュワン*
- シャキール・オニール*
- ロバート・パリッシュ*
- クリス・ポール
- ゲイリー・ペイトン*
- ボブ・ペティット*
- ポール・ピアース*
- スコッティ・ピッペン*
- ウィリス・リード*
- オスカー・ロバートソン*
- デビッド・ロビンソン*
- デニス・ロッドマン*
- ビル・ラッセル*
- ドルフ・シェイズ*
- ビル・シャーマン*
- ジョン・ストックトン*
- アイザイア・トーマス*
- ネイト・サーモンド*
- ウェス・アンセルド*
- ドウェイン・ウェイド*
- ビル・ウォルトン*
- ジェリー・ウェスト*
- ラッセル・ウェストブルック
- レニー・ウィルケンズ*
- ドミニク・ウィルキンス*
- ジェームズ・ウォージー*

## NBA史上最も偉大な15人のコーチ
| コーチ                   | 指揮したチーム (年度) | 通算勝敗記録       | チャンピオン獲得回数                                                  | 年間最優秀コーチ賞受賞年 | バスケットボール殿堂入りした年 | Ref.          |
| ------------------------ | --- | ------------------ | --------------------------------------------------------------------- | ------------------------ | ------------------------------ | ------------- |
| レッド・アワーバック     | ワシントン・キャピタルズ (1946–1949) トライシティーズ・ブラックホークス (1949–1950) ボストン・セルティックス (1950–1966) | 938–479 (.662)     | 9 (1957, 1959, 1960, 1961, 1962, 1963, 1964, 1965, 1966)              | 1 (1965)                 | 1969                           | [ 6 ]         |
| ラリー・ブラウン         | デンバー・ナゲッツ (1976–1979) ニュージャージー・ネッツ (1981–1983) サンアントニオ・スパーズ (1988–1992) ロサンゼルス・クリッパーズ (1992–1993) インディアナ・ペイサーズ (1993–1997) フィラデルフィア・76ers (1997–2003) デトロイト・ピストンズ (2003–2005) ニューヨーク・ニックス (2005–2006) シャーロット・ボブキャッツ (2008–2010) | 1,098–904 (.548)   | 1 (2004)                                                              | 1 (2001)                 | 2002                           | [ 7 ]         |
| チャック・デイリー       | クリーブランド・キャバリアーズ (1982) デトロイト・ピストンズ (1983–1992) ニュージャージー・ネッツ (1992–1994) オーランド・マジック (1997–1999) | 638–437 (.593)     | 2 (1989, 1990)                                                        | None                     | 1994                           | [ 8 ]         |
| レッド・ホルツマン       | ミルウォーキー / セントルイス・ホークス (1954–1956) ニューヨーク・ニックス (1967–1977), (1978–1982) | 696–604 (.535)     | 2 (1970, 1973)                                                        | 1 (1970)                 | 1986                           | [ 9 ]         |
| フィル・ジャクソン       | シカゴ・ブルズ (1989–1998) ロサンゼルス・レイカーズ (1999–2004, 2005–2011) | 1,155–485 (.704)   | 11 (1991, 1992, 1993, 1996, 1997, 1998, 2000, 2001, 2002, 2009, 2010) | 1 (1996)                 | 2007                           | [ 10 ]        |
| K・C・ジョーンズ         | キャピタル / ワシントン・ブレッツ (1973–1976) ボストン・セルティックス (1983–1988) シアトル・スーパーソニックス (1990–1992) | 522–252 (.674)     | 2 (1984, 1986)                                                        | None                     | –                              | [ 11 ]        |
| スティーブ・カー         | ゴールデンステート・ウォリアーズ (2014–現在) | 376–171 (.687)     | 3 (2015, 2017, 2018)                                                  | 1 (2016)                 | –                              | [ 12 ]        |
| ドン・ネルソン           | ミルウォーキー・バックス (1976–1987) ゴールデンステート・ウォリアーズ (1988–1995, 2006–2010) ニューヨーク・ニックス (1995–1996) ダラス・マーベリックス (1997–2005) | 1,335–1,063 (.557) | None                                                                  | 3 (1983, 1985, 1992)     | 2012                           | [ 13 ] [ 14 ] |
| グレッグ・ポポヴィッチ   | サンアントニオ・スパーズ (1996–現在) | 1,310–653 (.667)   | 5 (1999, 2003, 2005, 2007, 2014)                                      | 3 (2003, 2012, 2014)     | –                              | [ 15 ]        |
| ジャック・ラムジー       | フィラデルフィア・76ers (1968–1972) バッファロー・ブレーブス (1972–1976) ポートランド・トレイルブレイザーズ (1976–1986) インディアナ・ペイサーズ (1986–1988) | 864–783 (.525)     | 1 (1977)                                                              | None                     | 1992                           | [ 16 ]        |
| パット・ライリー         | ロサンゼルス・レイカーズ (1981–1990) ニューヨーク・ニックス (1991–1995) マイアミ・ヒート (1995–2003, 2005–2008) | 1,210–694 (.636)   | 5 (1982, 1985, 1987, 1988, 2006)                                      | 3 (1990, 1993, 1997)     | 2008                           | [ 17 ]        |
| ドック・リバース         | オーランド・マジック (1999–2003) ボストン・セルティックス (2004–2013) ロサンゼルス・クリッパーズ (2013–2020) フィラデルフィア・76ers (2020–現在) | 992–704 (.585)     | 1 (2008)                                                              | 1 (2000)                 | –                              | [ 18 ]        |
| ジェリー・スローン       | シカゴ・ブルズ (1979–1982) ユタ・ジャズ (1988–2011) | 1,221–803 (.603)   | None                                                                  | None                     | 2009                           | [ 19 ]        |
| エリック・スポールストラ | マイアミ・ヒート (2008–現在) | 607–424 (.589)     | 2 (2012, 2013)                                                        | None                     | –                              | [ 20 ]        |
| レニー・ウィルケンズ     | シアトル・スーパーソニックス (1969–1972, 1977–1985) ポートランド・トレイルブレイザーズ (1974–1976) クリーブランド・キャバリアーズ (1986–1993) アトランタ・ホークス (1993–2000) トロント・ラプターズ (2000–2003) ニューヨーク・ニックス (2004–2005)                                                                                    | 1,332–1,155 (.536) | 1 (1979)                                                              | 1 (1994)                 | 1998                           | [ 21 ]        |